# Líneas Aéreas Navarras
Líneas Aéreas Navarras, también conocida por su acrónimo LAN, fue una aerolínea regional española con base en el aeropuerto de Pamplona-Noáin (PNA) que operó vuelos regulares a varios destinos de la península ibérica. La compañía fue fundada en 1994 por un grupo de empresarios navarros y contó también con capital de dos compañías públicas: Sociedad de Desarrollo de Navarra y Caja de Ahorros de Navarra. Cesó su actividad en 1997.

## Historia
La creación de Líneas Aéreas Navarras se dio en el contexto de la liberalización y nueva regularización del transporte aéreo en España que hubo en el periodo de 1988 a 1997 y que propició la creación de muchas aerolíneas regionales que intentaron asegurarse cuotas de mercado locales en el pujante tráfico aéreo que cada año era más numeroso en el país.
Así en 1994 se registró en Pamplona Líneas Aéreas Navarras, S.A. (como operadora de pasajeros comerciales Air Track, S.A.), que empezaría a operar vuelos regulares desde el aeropuerto de la capital de Navarra a cuatro destinos nacionales con una demanda destacada, asegurándose sobre todo la conexión tanto con la capital de España, Madrid, como con la ciudad de Barcelona, teniendo 6 conexiones diarios a ambas.
Su éxito inicial se puede corroborar en la creación temprana de su filial, Líneas Aéreas Guipuzcoanas (1995-1996), que operaba de igual manera que la matriz cambiando el aeropuerto de origen al de la ciudad de San Sebastián (EAS).
El marketing de la compañía se basó principalmente en destacar la modernidad de sus aparatos, «tecnología de los 90» se podía leer en sus folletos publicitarios, dado que su flota constaba de dos aviones ATR 42-300 del constructor Avions de Transport Régional. Otro aspecto destacado en su publicidad era la atención y la facilidad al cliente, pudiendo adquirir billetes de la compañía en el aeropuerto, en agencias de viajes, a través del teléfono e incluso en el propio avión.
En noviembre de 1996 el aeropuerto de Madrid-Barajas le negó la utilización de la terminal debido a la saturación de tráfico que estaba sufriendo, lo que le llevó a prescindir de ciertas compañías priorizando otras conexiones. Esto supuso una merma de ingresos importante para la compañía navarra puesto que la conexión aérea con Madrid era la más demandada por los viajeros.
Líneas Aéreas Navarras cesó sus operaciones en 1997. Ese año, la situación del entonces Aeropuerto de Madrid-Barajas era la de un aeropuerto sobrecargado. Las cosas habían llegado hasta tal punto que los operadores de la terminal madrileña se vieron obligados a cancelar algunos vuelos por lo que trasladaron algunas operaciones al Aeropuerto de Torrejón (TOJ), que ese año había recibido permiso para su uso civil, siendo Líneas Aéreas Navarras la única compañía que aceptó este cambio y, por tanto, haciendo el vuelo inaugural como aerolínea a este aeropuerto.

## Estructura
El presidente de la sociedad anónima fue el empresario Juan Antonio Ibiricu. Los accionistas englobaban a otros 44 empresarios más y también estaba presente la participación de dos empresas públicas: Sodena y Caja de Ahorros de Navarra.
El presupuesto anual de la compañía rondó los 2.000 millones de pesetas anuales (unos 12 millones de euros al cambio).

### Personal
Contaba con 40 empleados entre personal de tierra, pilotos, azafatas y mecánicos.

### Flota
La siguiente tabla muestra la flota histórica que tuvo la compañía.
| Aeronaves  | Total | Matrículas | Pasajeros | Introducido | Retirados | Notas                                                   |
| ---------- | ----- | ---------- | --------- | ----------- | --------- | ------------------------------------------------------- |
| ATR 42-300 | 2     | EC-GBK     | 44        | 1995        | 1997      | Bautizada «San Miguel» (por San Miguel de Aralar)       |
| ATR 42-300 | 2     | EC-GBJ     | 44        | 1995        | 1997      | Bautizada «San Gabriel» (patrono de las comunicaciones) |
| Total      | 2     | —          | 88        |             |           |                                                         |

## Destinos
Todos los destinos que tuvo Líneas Aéreas Navarras fueron destinos nacionales debido a su carácter de aerolínea regional. Los cinco destinos fueron:
| Destinos               | Aeropuertos                     |
| ---------------------- | ------------------------------- |
| Barcelona              | Aeropuerto de Barcelona-El Prat |
| Madrid                 | Aeropuerto de Madrid-Barajas    |
| Madrid                 | Aeropuerto de Torrejón          |
| Pamplona               | Aeropuerto de Pamplona (HUB)    |
| Santiago de Compostela | Aeropuerto de Santiago          |
| Valencia               | Aeropuerto de Valencia          |

## Tras el fin de la aerolínea
Aunque la aerolínea cesó las operaciones en 1997, sigue constando activa en el Registro Mercantil cambiando su estructura de sociedad anónima a sociedad limitada.

### Destino de las aeronaves
Las dos aeronaves ATR 42-300 con las que contaba la compañía terminaron en Air India Regional tras haber pasado previamente por la compañía española Air Europa, la francesa Regional CAE, la hondureña Isleña Airlines y por la india Alliance Air en el caso del EC-GBJ, San Gabriel; mientras que el EC-GBK, San Miguel, tan solo por la hondureña Isleña Airlines y la india Alliance Air.